# Zefevazia quinquedentatum
Zefevazia quinquedentatum är en skalbaggsart som beskrevs av Felsche 1909. Zefevazia quinquedentatum ingår i släktet Zefevazia och familjen Bolboceratidae. Inga underarter finns listade i Catalogue of Life.